# Júniusi forradalom (Albánia)
Az 1924-es albániai júniusi forradalom (albánul: Revolucion e Qërshorit) az ország történelmének mindmáig egyetlen polgári demokratikus forradalma volt, amelynek célja a feudális viszonyok megszüntetése, Albánia társadalmi és gazdasági felzárkóztatása és a diktatórikus eszközökkel kormányzó Amet Zogu elűzése volt. Vezéralakja a korszak ellenzéki tömörülésének vezetője, az ortodox püspök Fan Noli volt.

## Története

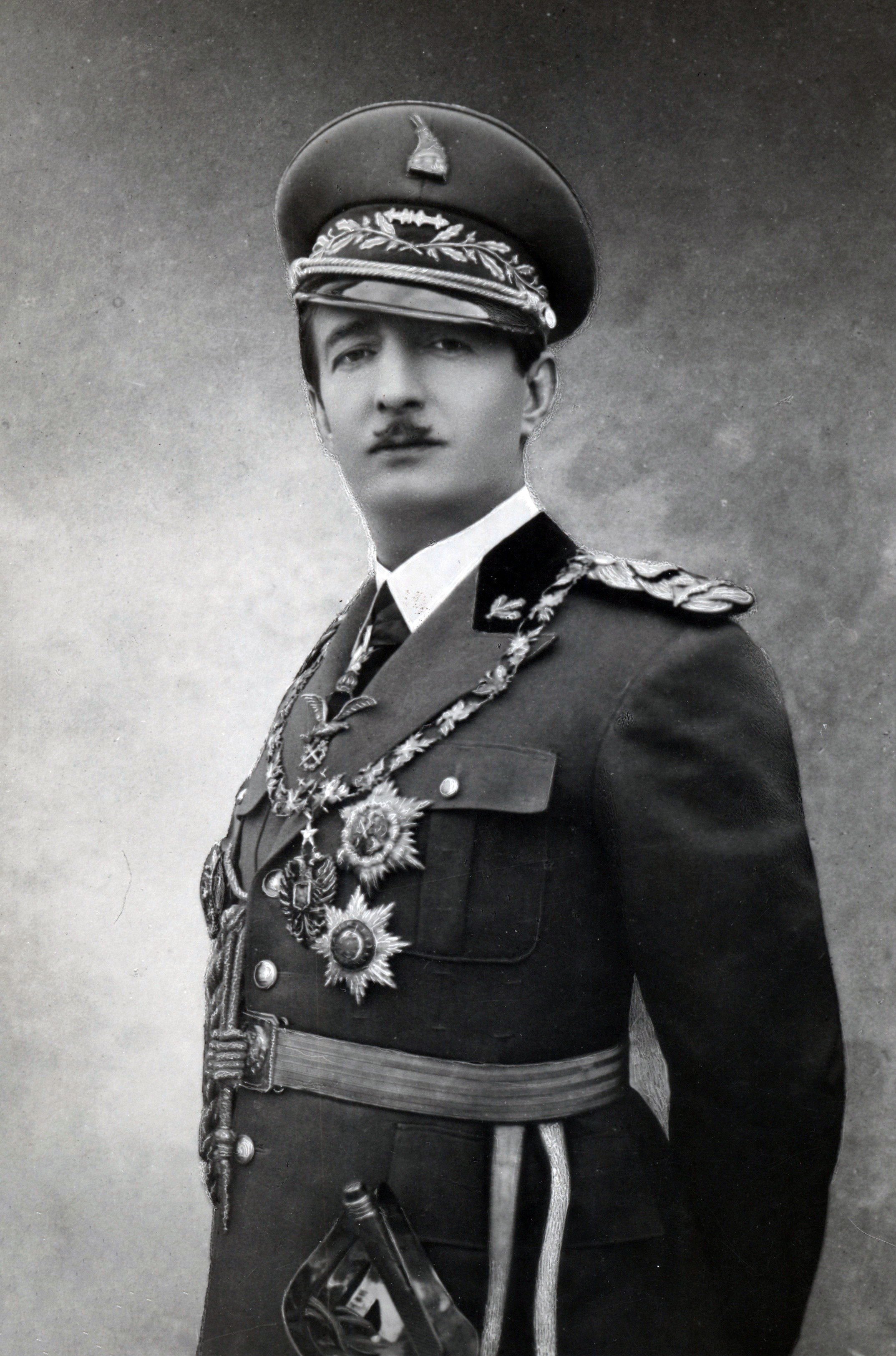
Amet Zogu, akit elmozdított posztjáról a júniusi forradalom

Az 1920-as évek elejétől az albán politikai életben mind aktívabb szerepet vállaló Amet Zogu már belügyminisztereként felhívta magára a figyelmet erőszakos és diktatórikus módszereivel. Ahogy mind több hatalmat ragadott magához, úgy szaporodott ellenségeinek száma, akiket a Fan Noli, Sylejman Delvina és Avni Rustemi alapította Demokraták Ellenzéki Pártja fogott össze.
1924 februárjában a miniszterelnök Zogu pénzügyi botrányba keveredett és egy merényletet is elkövettek ellene, amelynek során a karján megsebesült. Ezt követően lemondott és a kormányrudat átadta régi szövetségesének, leendő apósának, Shefqet Vërlacinak (első Vërlaci-kormány). Ez a lépés azonban nem nyugtatta meg az ellenzéket, nyilvánvaló volt, hogy Vërlaci háta mögül továbbra is Zogu irányítja az országot. A Népszövetség részéről márciusban történtek ugyan diplomáciai lépések afelé, hogy megbékítsék egymással a kormányzatot és az ellenzéket, de mindkét fél elutasította a közvetítést. A világszervezet ezután felhívást tett közzé, amelyben a nyomorúságban élő albánok gondjainak enyhítésére, segély gyűjtésére szólította fel a nyugati világot. Maga a Népszövetség 50 ezer svájci frankot, a Vatikán 90 ezer lírát, a brit kormány pedig 5 ezer fontot ajánlott fel a célra, és az Amerikai Egyesült Államokban is gyűjtés indult.

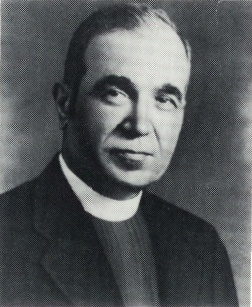
Fan Noli, a júniusi forradalom vezéralakja

Az egyébként is ellenséges hangulatot tovább mérgezte egy sajnálatos bűncselekmény-sorozat és a nyomában járó politikai közbeszéd. Április 6-án Tiranától negyven kilométerre, a shkodrai úton meggyilkoltak két amerikai üzletembert, Robert Lewis Colemant és George B. De Longot. Zogu kapott az alkalmon, és politikai indítékot keresve a kettős emberölés mögött, ellenzékét vádolta meg a bűntettel, mondván, hogy így akarják kormányát a nemzetközi közvélemény előtt lejáratni. Az ellenzék ezen a feltételezésen felháborodott, de április 8-án a rendőrség tűzpárbajban lelőtte az amerikaiak feltételezett gyilkosait, így a botrány ekkor még elült. Április 17-én azonban Dél-Albániában újabb két meggyilkolt amerikai holttestét találták meg, és a politikai sárdobálás újra kezdetét vette. Három nappal később, április 20-án Tiranában, a parlament épülete előtt fényes nappal meggyilkolták a radikális ifjak vezetőjét, Zogu ellenzékének egyik vezéralakját, Avni Rustemit. Noli és hívei nyilvánvalónak tartották, hogy Zogu emberei állnak a merénylet hátterében. Az ellenzék a fél országon átutaztatta a holttestet, hogy így buzdítsa a népet a kormányhatalom megdöntésére. Rustemit utolsó útjára tízezrek kísérték el, ahol Noli tartott gyújtó hangú gyászbeszédet, s az elégedetlenség országos szervezkedéshez vezetett.
Május 10-én mérgesedett el végérvényesen a helyzet, amikor a nemzetgyűlés ellenzéki képviselői és a kormánypárti frakció között előbb parázs vita, majd heves lövöldözés támadt annak ürügyén, hogy kijelöljenek-e Tirana helyett egy másik fővárost vagy sem. Az affért követően az ellenzékiek 6000 fegyveres élén és az albán közvélemény támogatását maguk mellett tudva elfoglalták északon Kruját és Shkodrát, délen pedig Vlorát és Beratot. Ezzel közrezárták Tiranát, amelyet mindössze 3 ezer jól kiképzett kormánykatona védett – nekik köszönhetően nem tudták a lázadók számbeli fölényük ellenére sem bevenni a fővárost. Északon Luigj Gurakuqi vezetésével és Rexhep Shala katonai parancsnoksága alatt harcoltak a felkelők, míg délen Fan Noli és a katonai parancsnok Kasëm Qafëzezi irányította a csapatmozgásokat. Később csatlakoztak hozzájuk Bajram Curri, Zija Dibra és Elez Isufi csapatai is. Noli Vlorában ideiglenes kormányzóbizottságot alakított volt képviselőtársaival.
Eközben a világ is figyelemmel kísérte az albániai eseményeket, nem kevés kockázattal járhatott ugyanis a kis balkáni országban uralkodó zűrzavaros helyzet. A görögök, a szerbek és az olaszok is ugrásra készen várták az alkalmas időpontot, amikor lerohanhatják Dél-Albániát, az északi Shkodra vidékét, illetve az ország középső részét. Az albán partoknál a helyzet alakulásától függően beavatkozni kész amerikai csatahajók cirkáltak.
A felkelők május végén ultimátumot intéztek a kormányzathoz, amelyben az árulók (Amet Zogu és hívei) száműzését és új kormány alakítását követelték. A nemleges válaszra a felkelők vezetői kiadták a parancsot, és felfegyverzett embereik megindultak Tirana felé. Heves harcok és száz halálos áldozat árán a lázadók június 2-án elfoglalták a főváros egy részét. A Legfelsőbb Tanács két tagja, Xhafer Ypi és Refik Toptani még aznap elmenekült a fővárosból (Gjon Çoba már egy héttel korábban elhagyta a posztját). Shefqet Vërlaci ugyanaznap Tirana védelmének megszervezésébe fogott, s Iliaz Vrionit bízta meg a kormány vezetésével. Június 5-én a forradalmárok ismét ultimátumot intéztek a kormányhoz, amelyben felszólították a hatalom huszonnégy órán belüli átadására. Miután nem történt semmi, a harcok kiújultak.
Eközben Fan Noli június 7-én kommünikét tett közzé, amelyben kinyilvánította, hogy a forradalom célja az albán népet nyomorba taszító középkori viszonyok felszámolása. A fennálló Zogu-adminisztráció tönkretette az ország költségvetését és gazdaságát, és egyedül ő tehető felelőssé a közelmúltban kialakult anarchisztikus viszonyokért. Kiáltványát azzal zárta, hogy az új, forradalmi kormány külpolitikája nem fog eltérni a korábbitól, belpolitikai célja az ország politikai, társadalmi és gazdasági felzárkóztatása, Rustemi és az amerikai üzletemberek gyilkosainak (értsd: Zogunak és híveinek) megbüntetése. Mindennek azért érezte szükségét, mert a nyugati újságírók mint nacionalista rebellisekről cikkeztek róluk, s a felkelőket Mussolini fasisztáihoz hasonlították.
Az ország más részein sem szűntek meg a csapatmozgások. Míg Tirana folyamatos blokád alatt állt, a felkelők június 7-én elfoglalták Korçát, de Elbasant már nem tudták bevenni. A kormányhadsereg kisebb sikereket ért el Lezha térségében, június 10-ére azonban a felkelők szétverték Zogu csapatait és elfoglalták Tiranát. Az országban a rend helyreállt, a polgári lakosságtól június 11-én begyűjtötték a fegyvereket, 16-án pedig Noli vezetésével megalakult a forradalmi kormány.
Nolit az elképzelt reformok végrehajtásában a legkülönfélébb érdekcsoportok lehetetlenítették el, s a nagyhatalmak sem támogatták a „vörös püspököt”. Zogu az év végén magánhadserege élén visszatért Tiranába, és december 24-én elfoglalta Tiranát. Noli és minisztertársai Olaszországba szöktek, a júniusi forradalom többi résztvevőjére pedig megtorlás várt: Bajram Curri Zogu katonáitól sarokba szorítva öngyilkos lett, Zija Dibrát elfogták, majd „szökés közben agyonlőtték”, Luigj Gurakuqit az olaszországi Bariban lőtte le egy ismeretlen fegyveres.